# Білічук Надія Петрівна
Наді́я Петрі́вна Білічу́к (* 1965) — українська лікарка. Заслужений лікар України.

## З життєпису
Народилася 1965 року в селі Тютюнники (Житомирська область). Вищу освіту здобула у Вінницькому медичному інституті — факультет педіатрії. Працювала на посаді дільничної лікарки-педіатра Дубнівської ЦРЛ Рівненської області. Згодом — в Чуднівському територіальному медичному об'єднанні Житомирської області. Дійшла до заступника головного лікаря по дитинству та пологовій допомозі.
З 2004 року — у дитячій поліклініці № 4 Подільського району міста Києва. Пройшла шлях від завідувачки педіатричного відділення до головної лікарки. 2013 року стає директоркою новоствореного Комунального некомерційного підприємства «Центр первинної медико-санітарної допомоги № 2» Подільського району Києва.
Очолила пілотний проєкт «Сталість ВІЛ-послуг у місті Києві». За його ефективну реалізацію 2018 року заклад нагороджено подякою керівника проєкту USAID «Реформа ВІЛ-послуг в дії». За її ініціативою центр став базою стажування лікарів-інтернів та кафедрою сімейної медицини і амбулаторно-поліклінічної допомоги Національної медичної академії післядипломної освіти імені П. Л. Шупика.
2019 року отримала другу вищу освіту в Університеті економіки та права «Крок» за спеціальністю «менеджмент».
Має вищу кваліфікаційну категорію за фахом «Організація і управління охороною здоров'я» та вищу кваліфікаційну категорію лікаря за фахом «Педіатрія».

## Нагороди і відзнаки
- відзнаки Міністерства охорони здоров'я України
- Подільської РДА
- Департаменту охорони здоров'я Київської МДА
- нагороджена орденом «Сила милосердя» (2019)
- медаллю «Знання, душу, серце — людям» (2020)
- «Заслужений лікар України» (2021)[1]
- медаллю «Патріотка України» (2021).